# بلاتانوس (هانيا)
بلاتانوس (Πλάτανος) هي مدينة في خانيا في اليونان.